# アジア競技大会クリケット競技
アジア競技大会クリケット競技（アジアきょうぎたいかいクリケットきょうぎ）は、2010年広州大会より加わった。トゥエンティ20が採用されている。

## メダル獲得者

### 男子
| 年          | 開催地 |                | 優勝           | 準優勝         | 3位 |
| ----------- | ------ | -------------- | -------------- | -------------- | --- |
| 2010年 詳細 | 広州   | バングラデシュ | アフガニスタン | パキスタン     |     |
| 2014年 詳細 | 仁川   | スリランカ     | アフガニスタン | バングラデシュ |     |
| 2022年 詳細 | 杭州市 | インド         | アフガニスタン | バングラデシュ |     |

### 女子
| 年          | 開催地 |            | 優勝           | 準優勝         | 3位 |
| ----------- | ------ | ---------- | -------------- | -------------- | --- |
| 2010年 詳細 | 広州   | パキスタン | バングラデシュ | 日本           |     |
| 2014年 詳細 | 仁川   | パキスタン | バングラデシュ | スリランカ     |     |
| 2022年 詳細 | 杭州市 | インド     | スリランカ     | バングラデシュ |     |